# Monster Blood Tattoo: Der Findling
Monster Blood Tattoo: Der Findling (englischer Originaltitel Monster Blood Tattoo: Foundling) ist ein Fantasyroman des australischen Autors D. M. Cornish, der 2006 mit seinen eigenen Illustrationen beim Verlag Omnibus Books veröffentlicht wurde. Die deutsche Erstausgabe in der Übersetzung von Reiner Pfleiderer erschien 2007 beim Hanser Verlag. Es ist der erste Band aus der dreiteiligen Monster Blood Tattoo-Reihe.

## Inhalt
Der Junge Rosamund Buchkind wächst in dem Waisenhaus ‚Madam Operas außerordentliche Marineanstalt für Findelkinder‘ auf. Er wird dort von den anderen Waisenkindern häufig wegen seines weiblich klingenden Namens gehänselt. Nur im Schlafsaalaufseher Fransitart, dem Apotheker Master Craumpalin und Madam Operas Stubenmädchen Verline findet Rosamund Freunde. Rosamund träumt davon, eines Tages auf einem Marineschiff zu arbeiten, doch es wird entschieden, dass er Laternenanzünder werden soll. Froh darüber, das Waisenhaus verlassen zu können, macht er sich auf den Weg zur Festung Winstermill, um dort seine Lehre anzutreten und als Laternenanzünder ausgebildet zu werden. 
Anstatt an Bord der Rapunzel landet Rosamund auf dem Schmugglerschiff Hogshead des Flusskapitäns Poundinch. Bei einer Frachtkontrolle, dessen Oberaufseher nicht der übliche, bestochene Beamte ist, droht die illegale Ladung entdeckt zu werden und es kommt zu einer wilden Verfolgungsjagd. Rosamund stürzt sich über Bord und rettet sich ans Ufer. Von dort macht er sich zu Fuß auf den Weg nach High Vesting. Der Fußmarsch ist gefährlich, führt er doch durch Gegenden, die von Monstern heimgesucht werden. Zu seinem Glück wird er – bereits völlig entkräftet und kurz vor dem Verdursten – von der Monsterjägerin Europa und ihrem Gehilfen Licurius aufgegriffen. Sie nehmen Rosamund in ihrer Kutsche mit. Bei der Brindelwaldbrücke begegnen sie dem Missratenen Klugen, einem riesigen, jedoch einfältigen und harmlosen Landmonster, das Europa mit ihrem Blitzstab tötet. Rosamund empfindet Mitleid mit dem Monster, darf dies aber nicht kundtun, da Monsterfreunde auf dem Halbkontinent als Ausgestoßene leben müssen.  
Kurze Zeit später stoßen sie auf einen Haufen Grinslinge, kleinen grausamen Monstern, die den Tod des Missratenen Klugen rächen wollen. Licurius stirbt im Kampf und Europa wird von der Monstermeute zu Boden gerissen. In letzter Sekunde setzt Rosamund mehrere Säckchen Schrecksalze ein, mit deren Hilfe er die Grinslinge verjagen und dadurch Europa retten kann. Rosamund bereitet unter Anleitung der schwerverletzten Europa einen Heilsirup zu, der die Monsterjägerin soweit stärkt, dass es die beiden mit allerletzter Kraft zu Fuß ins Weghaus ‚Zum Schnellen Hasen‘ schaffen. Dort wird Europa mit Hilfe eines Physikus kuriert. Auf den Handgelenken der Monsterjägerin erblickt Rosamund über 70 Tätowierungen: Dabei handelt es sich um sogenannte Monster Blood Tattoos, die mit dem Blut derjenigen Monster erstellt werden, die der Tätowierte getötet hat. 
Da der verstorbene Lucius Europas Kutscher war, ersucht sie Rosamund, sich um einen neuen umzusehen. Dazu begibt sich der Findling in die Kutscherhütte des Kaiserlichen Postamts in Silvernook. Dort erklärt sich der Postbote Vieracker bereit, Europas Kutsche nach High Vesting zu fahren. Auf dem Weg zurück zum Schnellen Hasen erzählt Rosamund dem Postboten die Erlebnisse seit seinem Aufbruch aus dem Waisenhaus. Vieracker ist über den Tod des Missratenen Klugen traurig, denn wie sich herausstellt, hat der Postbote in der Vergangenheit bei seinen Botengängen häufig mit dem Landmonster gesprochen und war diesem durchaus zugeneigt. Doch nicht alle Monster sind den Menschen gegenüber freundlich: Genau so einer gefährlichen Kreatur entgehen Rosamund und Vieracker nur durch eine List des Postboten. 
Am nächsten Tag brechen Europa, Rosamund und Vieracker mit der Kutsche nach High Vesting auf. Auf dem Weg dorthin begegnen sie Iikern, Ausgestoßenen, die in der Wildnis ums Überleben kämpfen und oftmals in Harmonie mit den Monstern leben. In High Vesting angekommen sieht sich Rosamund die Schiffe im Hafen an und läuft dabei ausgerechnet Kapitän Poundinch in die Hände. Dieser nimmt ihn gefangen und sperrt ihn in den Laderaum der Hogshead. Dort gibt es weitere Gefangene, unter anderem auch ein kleines Monster namens Freckel, mit dem er sich anfreundet. Als Kapitän Poundinch Rosamund zu seinem zweiten Boot Cockeril bringen will, gelingt es Rosamund zu fliehen und auf der Verfolgungsjagd läuft er genau in die Arme von Vieracker und Europa, die den nacheilenden Flusskapitän mittels Feuerblitz ins Meer befördert. Gemeinsam mit Vieracker gelingt es außerdem noch, Freckel zu befreien. 
Um sich endgültig zu kurieren, muss Europa nach Sinster fahren. Sobald sie wiederhergestellt ist, möchte sie Rosamund in Winstermill aufsuchen: Sollte ihm die Tätigkeit als Laternenanzünder nicht gefallen, könnte er Europas Gehilfe werden. Europa gibt Rosamund ein Geschenk auf den Weg nach Westermill mit, das auch eine kleine Notiz enthält, die mit ‚Europa, Herzogin von Naimes im Wartestand‘ unterschrieben ist. Europa ist demnach eine Vertreterin des Hochadels. Endlich kommt der Findling an seinem Ziel, der Festung Winstermill, an und tritt dort die Lehre als Laternenanzünder an. In einem Brief von Verline erhält Rosamund am Ende des ersten Bandes eine Nachricht, die ihn beunruhigt: Master Frantisart ist auf dem Weg zu ihm nach Winstermill! 

## Rezeption
Jo Goodman schreibt in ihrer Rezension: „Cornish hat einen faszinierenden Roman erschaffen und liefert zahlreiche Karten und Illustrationen, die dem Leser das Eintauchen in seine Welt erleichtern, einschließlich ‚Explicarium‘, einem ausführlichen Glossar. Anhänge erklären die Zeitrechnung, Kleidung, Waffen und Schiffe des Halbkontinents, so dass der Leser die Wahl hat, ob er sich der spannenden Geschichte hingeben oder eine Pause einlegen und diese Welt besser kennenlernen möchte.“

## Hintergrund
Cornish schrieb dreizehn Jahre lang Notizbücher mit Texten und Zeichnungen, in denen er detailliert seine unglaubliche Phantasiewelt skizzierte. Eine Verlegerin, der eines der Notizbücher in die Hände fiel, war so beeindruckt, dass sie Cornish überredete, ein Buch zu schreiben. Das Ergebnis war die Monster Blood Tattoo Trilogie.

## Auszeichnungen
Monster Blood Tattoo: Der Findling erhielt 2006 einen Aurealis Award für das Jugendbuch des Jahres. Der Roman wurde außerdem 2007 vom The Children's Book Council of Australia zum Honour Book gekürt. Von der American Library Association wurde das Buch im selben Jahr in die Liste der Best Books for Young Adults aufgenommen.

## Referenzen
Monster Blood Tattoo: Der Findling wird in dem literarischen Nachschlagewerk 1001 Kinder- und Jugendbücher – Lies uns, bevor Du erwachsen bist! für die Altersstufe 12+ Jahre empfohlen.

## Ausgaben
- Monster Blood Tattoo: Foundling. Omnibus Books, Australien 2006 (englisch).
- Monster Blood Tattoo: Der Findling. Carl Hanser Verlag, 2007.